# Synthetase
Als Synthetase werden Enzyme aus der Klasse der Ligasen bezeichnet, die bei der Ligation ein Nukleosidtriphosphat (NTP) wie ATP spalten. Mit dieser Benennung wird die „synthetisierende“ (erzeugende) Rolle betont, also eine Beteiligung im Anabolismus.
Mit ähnlicher Motivation ist die Bezeichnung Synthase gebräuchlich für beliebige – und so auch Nukleosidtriphosphat-unabhängige – Enzyme, die eine Verknüpfung zweier Moleküle katalysieren, sofern die Bindungsknüpfung die wichtigere Reaktionsrichtung darstellt.
Wegen der Ähnlichkeit der Ausdrücke Synthase und Synthetase wird diese Benennung vom Nomenclature Committee of the International Union of Biochemistry (NC-IUB) nicht mehr empfohlen. Stattdessen wird die Bezeichnung Ligase vorgeschlagen. Die ältere synonyme Namensform Synthetase darf jedoch weiter verwendet werden – auch wenn andere Nukleosidtriphosphate als ATP beteiligt sind, beispielsweise GTP – von Autoren, die diese Bedenken nicht teilen. Die gelegentlich zu findende Schreibweise Synthease kann als weiteres Synonym dazu verstanden werden. Aus historischen Gründen wird bei den älteren Bezeichnungen üblicherweise ATP als bedeutendstes NTP zu finden sein.